# A festő mézeshetei
A festő mézeshetei (The Painter’s Honeymoon) Lord Frederic Leighton angol festő 1864-ben készült festménye.

## Keletkezése
A témaválasztás szokatlan Leightontól, aki általában a klasszikus ókorhoz nyúlt vissza és számos festménye meztelen alakokat ábrázolt – olyannyira, hogy több képét be sem mutatta egy 1857-es kiállítássorozat, amely az angol festészet remekeit igyekezett ismertté tenni Amerikában. Az olasz férfi, aki a friss házas festő modelljeként szolgált, Leighton egyik kedvenc modellje lehetett, mert számos művén szerepel. Kezeit aprólékos részletességgel festette meg a művész, hangsúlyozva, mennyire létfontosságúak munkájához. A lágy árnyalatok és a pontosság, amellyel Leighton megfestette a fiatal párt, ellentétet alkot a mögöttük lévő narancsfa élénkségével. Úgy tűnik, Leightonnak nem ment könnyen a fa megfestése, a narancsok közelről megnézve úgy néznek ki, mintha zománc lenne rajtuk. A kép kompozíciója és ragyogó színei a 16. századi velencei festők, köztük Giorgione és Tiziano hatását idézik.
A képet először az angol Királyi Művészeti Akadémia állította ki 1866-ban. Úgy tűnik, a befejezését követő években Leighton szándékosan megakadályozta a nyilvános bemutatását; mivel közismert volt félénksége és önbizalomhiánya, kortársai úgy vélték, azért nem akarta kiállítani a képet, mert úgy érezte, túl sokat mutatott meg saját érzelmeiből.